# Sergej Alexandrovič Jesenin
Sergej Alexandrovič Jesenin (rusky Сергей Александрович Есенин; 21. záříjul./ 3. října 1895greg., Konstantinovo /dnes Jesenino/ u Rjazaně – 28. prosinec 1925, Leningrad /dnes Petrohrad/) byl ruský spisovatel. Jesenin byl hlavním představitelem ruského imažinismu, zároveň ho lze řadit i mezi tzv. „selské básníky“, na druhé straně ho srovnávali s prokletým básníkem Rimbaudem a s Puškinem. Jeden z jeho obdivovatelů a překladatelů do češtiny byl Jan Zábrana.

## Život

### Mládí
Narodil se v kupecké rodině, vychovávali ho prarodiče. V roce 1904 nastoupil do Konstantinovského zemského učiliště, potom do církevní učitelské školy. Roku 1912 přijel do Moskvy, kde pracoval nejdříve jako prodavač v knihkupectví, potom jako korektor v tiskárně I.D. Sytina. V roce 1913 nastoupil na historicko-filosofickou fakultu Moskevské university. Psát začal již v devíti letech – verše z této doby byly publikovány později, v jeho prvotině Radunica (1916), ale teprve roku 1915, poté co se v Petrohradu setkal s řadou básníků (Alexandrem Blokem, Sergejem Goroděckým, Nikolajem Kljujevem aj.), se začal psaním živit.

### Rodinný život
Sergej Jesenin byl celkem čtyřikrát ženatý. Poprvé se oženil v roce 1913 s Annou Izrjadnovovou (sňatek nebyl zaregistrován), s níž měl syna Jurije (nar. 1914; byl zastřelen v roce 1937), podruhé v roce 1917 s herečkou Zinaidou Raichovou, s níž měl dceru Taťánu a syna Konstantina. Po revoluci, koncem roku 1921 mu do života vstoupila slavná americká tanečnice Isadora Duncanová, velice živá, temperamentní žena, která přijela (ne poprvé, byla zde několikrát ještě před revolucí) do Ruska s plánem založit zde taneční školu pro malé děti, navíc ji přitahovalo i bolševické hnutí, přijala dokonce ruské občanství. Podle Sergeje to byla jeho životní láska, vzali se v květnu roku 1922. Jejich vztah byl ovšem velmi bouřlivý, nevyrovnaný, plný zvratů. Pod slupkou lyrika se objevuje prostopášník, chuligán, skandalista a bohém. Jesenin začal pít, začal být neurvalý, drzý, zlý a nedbal na svůj zevnějšek. V roce 1923 se jejich vztah chýlí ke konci; na jaře roku 1925 se dokonce dopustil bigamie – oženil se s vnučkou Lva Nikolajeviče Tolstého, Sofií Andrejevnou Tolstou. (Isadora Duncanová zemřela nešťastnou náhodou 14. září 1927.)

### Osobní problémy a smrt
Byl přírodní a milostný lyrik, jako člověk se nedovedl vyrovnat s válkou a revolucí, která v něm vzbudila mnoho rozporů (byl pro staré Rusko a pro svůj bohémský život, ale i pro revoluci a kázeň; původně ho revoluce uchvátila a obdivoval ji, záhy však ideály ztratil a bolševiky ve své tvorbě kritizoval). Tyto své vnitřní rozpory řešil alkoholem, upadal do depresí a v září 1925 byl (na přímluvu své ženy Sofie) hospitalizován v psychiatrické léčebně v Moskvě. Brány kliniky jej ovšem chránily před soudním přelíčením pro „protivládní a antisemitské výroky“. Nakonec z kliniky utekl do Leningradu, kde se ubytoval v hotelu „Internacional“ (dříve „Angleterre“, tento název se ovšem používal i nadále), kde bydleli jeho přátelé Ustinovovi. S nimi a několika dalšími 27. prosince, v předvečer své smrti, uspořádal hostinu; ráno poté jej Jelizaveta Ustinovová našla v pokoji mrtvého. Pravděpodobně spáchal sebevraždu oběšením, jsou však názory, že byl sovětským režimem odstraněn – lékařská zpráva říká, že smrt nastala nikoli udušením, jak to u oběšenců bývá, ale přetržením krčních obratlů, zmiňuje též modřinu pod okem. Na podlaze jeho pokoje byla spousta nádobí a rozbitého skla, útržky rukopisů se stopami krve, shozený ubrus, stopy po zápase. Den předtím dal svému příteli (ale též agent GPU) Volfu Erlichovi lísteček, který si měl přečíst až později, bylo na něm napsáno krví:
| До свиданья, друг мой, до свиданья. Милый мой, ты у меня в груди. Предназначенное расставанье Обещает встречу впереди. В этой жизни умирать не ново, Но и жить, конечно, не новей. | Na shledanou, drahý, na shledanou, zůstaneš v mém srdci navěky. Spočten osud, není na vybranou Svede nás až zítřek daleký. Umírat – na tom nic nového není. Ani žít však není novější |

Reakce Majakovského na jeho smrt:

„V životě tomto umříti těžké není,

je mnohem těžší život vytvářet“
(z básně „Sergeji Jeseninovi“)
Byl blízkým přítelem bývalého levého esera a agenta sovětské tajné policie Jakova Grigorjeviče Blumkina, který ho představil Lvu Davidoviči Trockému.

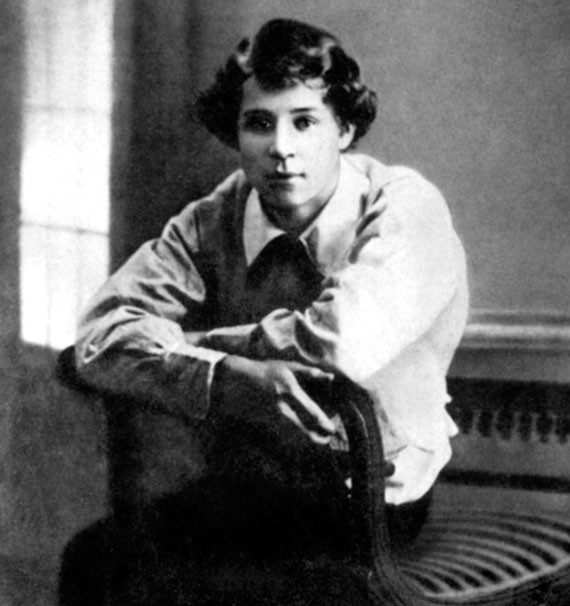
Jesenin v roce 1914
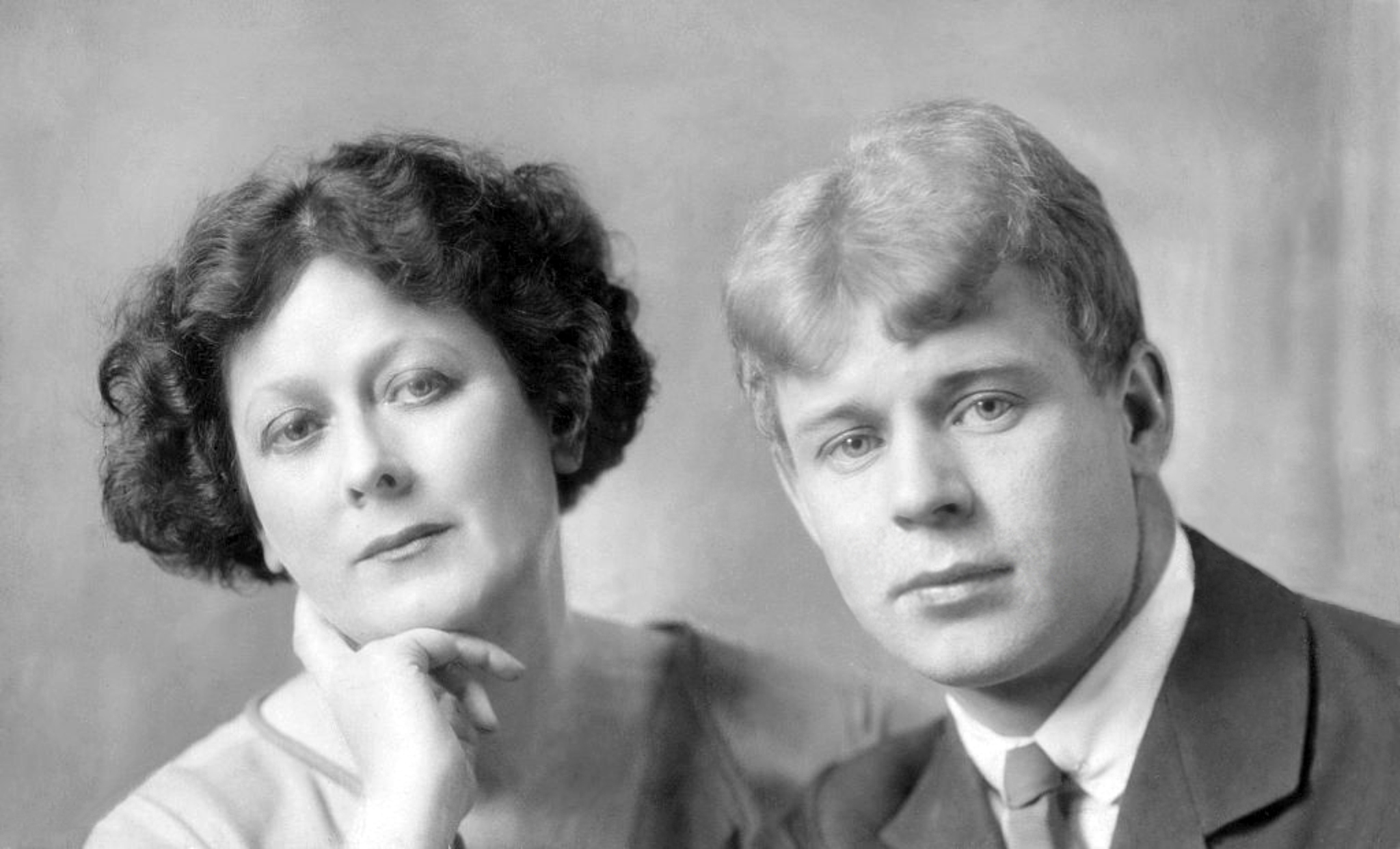
s I. Duncanovou
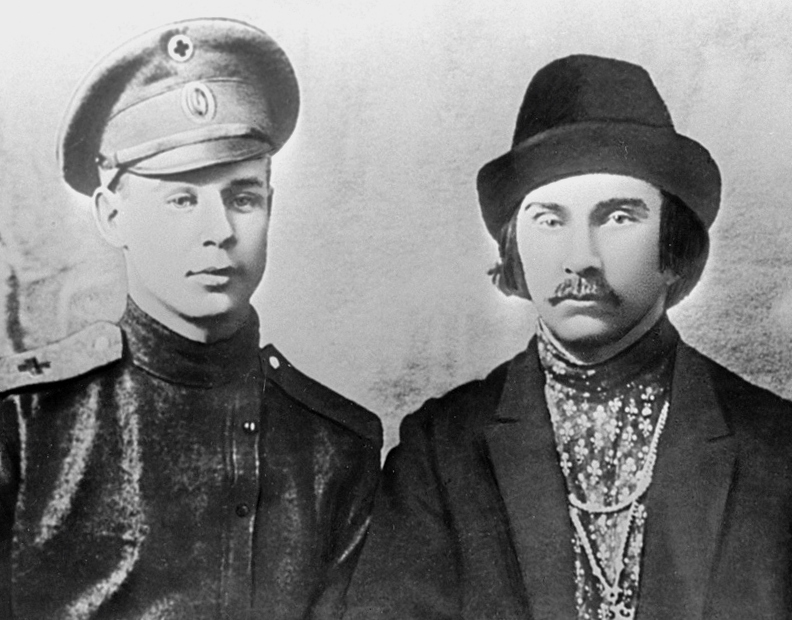
s Kljujevem
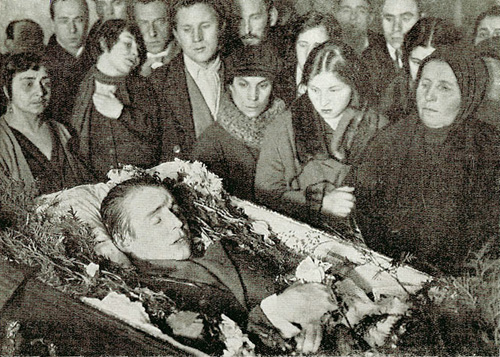
v rakvi

## Dílo
Základní téma jeho básní je ruská příroda, proto se mu říkalo poslední básník ruské vesnice. Ve svých básních se vyznává z pokory a odevzdanosti osudu.
Napsal i několik básní na oslavu VŘSR, ale jeho díla rozhodně nejsou socialistická strukturou. Pro jeho tvorbu je typické volné řazení obrazů a volný verš.
- Zpověď chuligána (1921)
- Moskva krčemná
- Píseň o velikém pochodu – oslava revoluce, 1924
- Balada o dvaceti šesti – 1924, revoluční
- Sovětská Rus
- O Rusku a revoluci
- Anna Sněgina' – básnická povídka o lásce, proměnách citů a světa. Básník se 3× setkává se svou láskou – Annou. Poprvé u mlynáře, podruhé po smrti jejího manžela a po třetí znovu u mlynáře. Pak již se nesetkají. Tragická láska.
- Sovětská Rus
- O Rusku a revoluci
- Lyrika
- Ryšavý podzim
- Za píseň život jsem vyměnil
- Zvony v trávě
- Slaměný měsíc'
- Černý člověk – někdy též člověk
- Perské lásky

### České překlady a výbory
- Slaměný měsíc. Překlad Jan Zábrana. V tomto výboru vydání první. Praha: Garamond, 2016. 139 stran. ISBN 978-80-7407-315-1.
- Rozbité zrcadlo = Razbitoje zerkalo: výbor z lyriky posledních let (1922–1925). Překlad Václav Daněk. V tomto souboru v češtině 1. vyd. Praha: Akropolis, 2007. 156 s. ISBN 978-80-7304-084-0.
- Nářek harmoniky: (výbor z lyriky). Překlad Jan Zábrana. V tomto uspořádání vyd. 1. Praha: BB art, 2002. 137 s. ISBN 80-7257-899-5.
- Anna Sněgina; Černý muž. Překlad Miroslav Staněk. Vyd. 1., (Anna Sněgina 1. kniž.). Praha: Volvox Globator, 1995. 54 s. ISBN 80-85769-59-X.
- Nebudu si lhát. Překlad Zdenka Bergrová. 1. vyd. Praha: Melantrich, 1995. 171 s. ISBN 80-7023-218-8.
- Černý nepřítel. Překlad Zdenka Bergrová. Vyd. 1. Praha: Supraphon, 1989. 141 s. ISBN 80-7059-004-1.
- Anna Sněginová: [básnická povídka]. Překlad Luděk Kubišta. 1. vyd. tohoto překladu v Odeonu. Praha: Odeon, 1986. 100 s. cnb000015111.
- Ryšavý podzim. Překlad Jan Zábrana. 1. vyd. v tomto výboru. Praha: Mladá fronta, 1984. 199 s. cnb000024256.
- Slaměný měsíc. Překlad Luděk Kubišta a další. 1. souborné vyd. Praha: Lidové nakladatelství, 1981. 440 s. cnb000121791. [Obsáhlý výbor mj. zahrnuje skladby: Chuligánova zpověď, Krčemná Moskva, Perské motivy, Oheň jeřabin, Píseň o Jevpatiji Kolovratovi, Marta, bojarka novgorodská, Poéma o třiceti šesti, Anna Sněginová, Pugačev, Země ničemů.]
- Za píseň život jsem vyměnil: Výbor z veršů. Různí překladatelé. 1. vyd. Praha: Československý spisovatel, 1979. 147 s. cnb000143254.
- Oheň jeřabin. Překlad Jan Zábrana. 1. vyd. Praha: Mladá fronta, 1975. 124 s. cnb000121788. [Výbor obsahuje též básně o Leninovi.]
- Zvony v trávě. Překlad Václav Daněk a další. 1. vyd. Praha: Odeon, 1975. 202, [5] s. cnb000497673.
- Lenin. Překlad Jan Zábrana. 1. vyd. Praha: Albatros, 1974. 9 s. cnb000461440.
- Luna z jantaru. Překlad Jan Zábrana. 1. vyd. Praha: Albatros, 1973. 115 s. cnb000441119.
- Anna Sněgina. Překlad Josef Hora a Jan Zábrana. 2. vyd. v Odeonu. Praha: Odeon, 1972. 64 s. cnb000143251.
- Perské lásky. Překlad Václav Daněk. 1. vyd. Praha: Odeon, 1971. 94 s. cnb000121789.
- Modravá Rus. Překlad Emanuel Frynta a další. 2. vyd., (v MF 1. vyd.). Praha: Mladá fronta, 1965. 163 s. cnb000143252.
- Lyrika. Překlad Ladislav Fikar a další. Vyd. 1. Praha: Československý spisovatel, 1964. 139 s. cnb000208372.
- Básně: výbor z díla. Překlad Zdenka Bergrová a další. Vyd. 1. Praha: Československý spisovatel, 1955. 348 s. cnb000679858.
- Jesenin a Pasternak: překlady jejich veršů. Překlad Josef Hora. V Praze: Fr. Borový, 1947. 172 s. Dílo Josefa Hory; sv. 12. cnb000279269.
- Modravá Rus. Z překladů Emanuela Frynty, Josefa Hory, Marie Marčanové, Jiřího Víšky a vlastních uspořádal a uvedl Bohumil Mathesius. 2. vyd. V Praze: Melantrich, 1947. 276 s. cnb000399405. [V tomto vydání jsou publikovány všechny dochované překlady Jiřího Víšky.][3]
- Píseň o velikém pochodu. Překlad Bohumil Mathesius. První autorisované vydání. Praha: Svoboda, 1947. 27 s. cnb000710702.
- Básně. Překlad Marie Marčanová. 2. vyd. Praha: Družstevní práce, 1946. 79 s. cnb000397184.
- Básně. Překlad Jiří Víška. [Praha]: Vladimír Záruba, [1945]. 42 s. cnb001085939.
- Modravá Rus. Z překladů Josefa Hory, Marie Marčanové a vlastních uspořádal a uvedl Bohumil Mathesius. Praha: Odeon, 1940. 198 s.
- Jiná země: Inonia, Píseň o velikém pochodu, Anna Sněgina. Překlad Josef Hora a Bohumil Mathesius. Praha: Alois Srdce, 1927. 102 s. cnb000930315.
- O Rusku a revoluci: výbor z básní. Překlad Josef Hora a Bohumil Mathesius. Praha: [O. Štorch-Marien], 1926. 61 s. cnb000580275.